# علی هاشمی سنجانی
علی هاشمی سنجانی (۱۲۹۰-۷ تیر ۱۳۶۰) نماینده حوزه انتخابیه اراک در اولین دوره مجلس شورای اسلامی و عضو حزب جمهوری اسلامی بود. هاشمی سنجانی مدرک خارج سطح را داشت و توانست در اولین دوره با اخذ ۵۷۱۴۰ رأی برابر با درصد ۵۵٫۲ رصد آرا انتخاب شود. او در انفجار ۷ تیرماه ۱۳۶۰ در دفتر حزب جمهوری اسلامی کشته شد.